# 파장 분할 다중
파장 분할 다중(波長分割多重, 영어: wavelength division multiplexing) 또는 파장 분할 다중화(波長分割多重化)는 레이저 빛의 다른 파장(다른 색)을 사용하여 여러 반송파 신호를 단일 광섬유에 적용하는 기술이다. 이 기술은 한 섬유 가닥일 때뿐만 아니라 파장의 곱의 비로 양방향 통신을 가능하게 한다.
파장과 주파수는 단순한 역수관계이므로 주파수 분할 다중화(frequency-division multiplexing)과 같은 의미이지만, 관행상 무선 전송체에서는 주파수 분할 다중화, 광학 전송체에서는 파장 분할 다중화라는 용어를 주로 사용한다.

## WDM 시스템

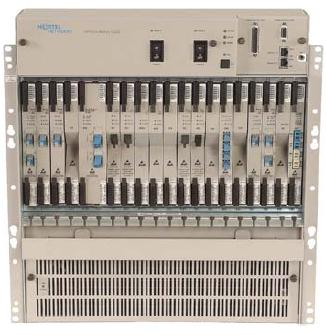
Nortel's WDM System

WDM 시스템은 송신기에서 멀티플렉서를 사용하여 신호를 결합해 송신하고, 수신자의 디멀티플렉서는 그들을 분할시켜 수신한다. 섬유의 적당한 유형을 사용하면 두 가지를 동시에 할 장치를 가질 수 있으며, 광 분기/결합 다중화기(optical add-drop multiplexer) 기능을 할 수 있을 것이다. 사용되는 광학 필터 장치는 종래 에타론 박막으로 코팅 된 광학 유리의 형태로, 안정된 고체 단일 주파수의 패브리 페로 간섭계(Fabry–Pérot interferometers)이다.
WDM의 개념은 처음 1970년에 출판되었고 1978년에 실험실에서 실현되었다. 첫째 WDM 시스템은 단 두 신호만을 결합한 것이었다. 최근 시스템에서는 1.6Gbps의 단일 광섬유 쌍 160개의 신호를 처리할 수 있으며 따라서 하나의 섬유 뭉치는 1.6Tbps를 처리할 수 있게 되었다.
통신 회사들이 WDM을 이용하면 더 많은 망을 건설하지 않아도 네트워크의 용량을 확장하는 것이 가능하기 때문에 WDM은 통신회사들에게 인기가 매우 좋다. 파장 다중 기술과 광 증폭기를 사용하여, 그들은 백본 네트워크를 점검하지 않아도 광학 인프라 기술 개발의 여러 세대를 수용할 수 있다. 주어진 링크의 용량은 각 끝에 멀티플렉서 및 디멀티플렉서로 업그레이드하는 것만으로 확장 할 수 있다.
WDM은 O/E/O(optical-to-electrical-to-optical) 통신을 통하기 때문에, 간간히 전송 네트워크를 몰아내며(very edge) 사용되어 왔다. 때문에 기존 기기가 가진 광학 인터페이스와의 연동이 허락되었다.
대부분의 WDM 시스템은 9μm의 코어 직경을 가진 싱글모드 광섬유 케이블(single-mode fiber optical cables)에서 작동한다. 또 확실하게 WDM의 형태를 가진 것은 50~62.5 µm의 큰 멀티모드 광섬유 케이블(multi-mode fiber cables)에서 사용할 수 있다.
초기의 WDM 시스템은 복잡하고 고가였다. 그러나, 최근의 표준화 작업과 WDM시스템에 관한 더 높은 역학적 이해는 WDM을 더 싼 가격으로 배포될 수 있게 만들었다.
광 수신기는 레이저 광원과는 달리, 대역폭 수용량이 높다. 따라서 디멀티플렉서는 WDM 시스템의 수신기의 파장 선택성을 제공해야한다.

## DWDM
WDM 시스템은 밀집 파장 분할 다중화(DWDM)와 전통적인 파장 분할 다중화로 나뉘어 있다. 기존의 WDM 시스템은 1550nm 부근의 3개의 전송 창을 통해 8개의 채널을 제공했다. 고밀도 파장 분할 다중화 (DWDM) 같은 전송 창을 사용하지만 좀 더 좁은 채널 간격을 사용했다. 채널 구성은 다르지만 일반적인 시스템은 100 GHz 간격으로 40 채널, 또는 50 GHz 간격으로 80 채널을 사용하게 된다. 일부 기술은 12.5 GHz 간격을 사용하기도 한다(이것은 초고밀도 파장 분할 다중화이다). 이러한 간격은 자유 공간 광학(自由空間光學)에 의해 달성된 것이다. 이제 L-주파수대의 폭을 2n(n은 자연수)배로 조정함으로써 채널 폭을 조정하는 방법 또한 나왔다.

## CWDM
WDM 및 DWDM과는 달리 전통적인 파장 분할 다중화 (CWDM)는 채널 간격이 넓어서 덜 정교하다. 따라서 휴대용 무선 통신기기에 이용된다. 8 채널을 제공하는 전통적인 CWDM은 1310~1550nm 사이의 모든 대역폭을 사용해야 한다. 하지만 OH 산란이 발생할 수 있는 지역을 포함하기 때문에, 이를 피하기 위해서 OH-유리 실리카 섬유 사용이 권장되고 있다. 또 산란이 발생할 수 있는 지역을 피하기 위해 47, 49, 51, 53, 55, 57, 59, 61번 채널을 일반적으로 사용한다.
WDM, DWDM 및 CWDM은 단일 섬유에 여러 파장을 사용 데이터를 전송하는, 동일한 개념을 기반으로하지만, 파장 간격과 채널 수와 광학 영역에서 신호 증폭 능력은 차이가 남을 알 수 있다. EDFA(optical amplifier)는 C 대역을 위한 효율적인 광대역 증폭을 제공하고, 라만 증폭은 L 대역의 증폭을 위한 메커니즘이 추가된다. CWDM 광대역 광 증폭은 사용이 불가능하기 때문에, 대역폭은 수십 킬로미터로 제한한다.

## 같이 보기
- OADM
- ROADM